# Union af Europæiske Demokrater
Unionen af Europæiske Demokrater (Polsk: Unia Europejskich Demokratów, UED) er et polsk, socialliberalt, politisk parti. Partiet blev grundlagt d. 12. november 2016 efter fusionen af Demokratiske Parti – demokraci.pl og den polske forening Europæiske Demokrater.  Partiets navn henviser til Demokratiske Parti – demokraci.pl's forgænger Demokratisk Union og deres forgænger Frihedens Union.
Partiet er generelt karakteriseret som socialliberalt med en moderat kristendemokratisk fløj.